# Ligue ACT 2006
La Ligue San Miguel ou Ligue ACT est la ligue de catégorie maximale de l'aviron dans la cordillère Cantabrique. Il a été créé par l'Association des Clubs de trainières le 2 juillet 2003 après l'accord conclu par les Gouvernements des Communautés Autonomes d'Asturies, de la Région cantabrique, de la Galice et du Pays basque.
L'été 2006 s'est déroulé sa quatrième saison avec la victoire de l'Association d'aviron Hondarribia, la  descente de San Juan et de la promotion de son quartier voisin de San Pedro.

## Résultats
| Position. Points (Victoires) | Équipe                    | Nom de la Trainière | Localité Province                      |
| 1er. 196 (8)                 | Hondarribia               | Ama Guadalupekoa    | Fontarrabie (Guipuscoa Pays basque)    |
| 2e. 182 (5)                  | Naturhouse Castro         | La Marinera         | Castro-Urdiales Cantabrie (Cantabrie ) |
| 3e. 166 (4)                  | Grupo Eibar Orio          | Txiki               | Orio (Guipuscoa Pays basque)           |
| 4e. 165 (1)                  | Pedreña                   | Marina de Cudeyo    | Pedreña, Marina de Cudeyo (Cantabrie ) |
| 5e. 114                      | Cabo da Cruz              | Cabo da Cruz        | Boiro (La Corogne Galice)              |
| 6e. 113                      | Zarautz Inmobiliaria Orio | Enbata              | Zarautz (Guipuscoa Pays basque)        |
| 7e. 111                      | Arkote                    | Plentziatarra       | Plentzia (Biscaye Pays basque)         |
| 8e. 108 (1)                  | Urdaibai Umpro Avia       | Bou Bizkaia         | Bermeo (Biscaye Pays basque)           |
| 9e. 88                       | Mecos Mondariz            | Mequiña             | El Grove (Pontevedra Galice)           |
| 10e. 73                      | Zumaia Altuna y Uria      | Telmo Deun          | Zumaia (Guipuscoa Pays basque)         |
| 11e. 34                      | Laredo                    | La Pejinuca         | Laredo (Cantabrie )                    |
| 12e. 33                      | P.Donibane Iberdrola      | Erreka              | Pasaia (Guipuscoa Pays basque)         |